# Bình Minh (thị xã)
Bình Minh là một thị xã thuộc tỉnh Vĩnh Long, Việt Nam.

## Địa lý
Thị xã Bình Minh nằm ở phía tây nam của tỉnh Vĩnh Long, nằm cách thành phố Vĩnh Long khoảng 32 km, cách trung tâm Thành phố Hồ Chí Minh khoảng 167 km, cách trung tâm thành phố Cần Thơ khoảng 1 km, có vị trí địa lý:
- Phía đông giáp huyện Tam Bình
- Phía tây giáp quận Cái Răng và quận Ninh Kiều, thành phố Cần Thơ
- Phía nam giáp huyện Trà Ôn
- Phía bắc giáp huyện Bình Tân.

## Hành chính
Thị xã Bình Minh có 8 đơn vị hành chính cấp xã trực thuộc, bao gồm 3 phường: Cái Vồn, Đông Thuận, Thành Phước và 5 xã: Đông Bình, Đông Thành, Đông Thạnh, Mỹ Hòa, Thuận An.

## Lịch sử

### Thời phong kiến
Cuối thế kỷ XVI, vùng đất thị xã Bình Minh và huyện Bình Tân ngày nay nằm trong phần đất thuộc tổng Vĩnh An, châu Định Viễn, dinh Vĩnh Trấn.
Năm Gia Long thứ 7 (1808), tổng Vĩnh An được nâng lên làm huyện thuộc phủ Định Viễn, tỉnh Vĩnh Long.
Năm Minh Mạng thứ 12 (1832), vùng đất thị xã Bình Minh và huyện Bình Tân ngày nay ban đầu thuộc địa bàn tổng An Trường, huyện Vĩnh An, phủ Tân Thành, tỉnh An Giang.
Năm 1836, tổng An Trường có 8 thôn trực thuộc như sau: Định Hòa, Đông Thành, Đông Thành Trung, Kim Bồn, Mỹ Thuận, Phù Ly, Tân Lộc Trung, Tân Phong.
Năm 1839, đặt thêm huyện An Xuyên thuộc phủ Tân Thành do tách ra từ huyện Vĩnh An. Từ đó, tổng An Trường thuộc huyện An Xuyên.

### Thời Pháp thuộc

Bản đồ hạt Cần Thơ năm 1890. Vùng đất thị xã Bình Minh và huyện Bình Tân ngày nay lúc bấy giờ thuộc tổng An Trường

Sau khi chiếm hết được các tỉnh Nam Kỳ vào năm 1867, thực dân Pháp dần xóa bỏ tên gọi tỉnh An Giang cùng hệ thống hành chính phủ huyện cũ thời nhà Nguyễn, đồng thời đặt ra các hạt Thanh tra.
Ngày 1 tháng 1 năm 1868, Thống đốc Nam Kỳ là Bonard quyết định đặt huyện An Xuyên thuộc hạt Sa Đéc, đồng thời lập Toà Bố tại Sa Đéc. Hạt Sa Đéc (phủ Tân Thành) đặt lỵ sở tại Sa Đéc gồm có 3 huyện: Vĩnh An, An Xuyên và Phong Phú. Tổng An Trường khi đó thuộc hạt Thanh tra Sa Đéc.
Ngày 30 tháng 4 năm 1872, Thống đốc Nam Kỳ ra Nghị định sáp nhập vùng đất tổng An Trường với huyện Phong Phú và vùng Bắc Tràng (thuộc phủ Lạc Hóa, tỉnh Vĩnh Long trước đây) để lập thành hạt mới lấy tên là hạt Trà Ôn, đặt Toà Bố tại Trà Ôn. Một năm sau, Toà Bố từ Trà Ôn lại dời về Cái Răng.
Ngày 5 tháng 1 năm 1876, các thôn đổi thành làng.
Ngày 23 tháng 2 năm 1876, Thống đốc Nam Kỳ ra Nghị định mới lấy huyện Phong Phú và một phần huyện An Xuyên và Tân Thành để lập hạt tham biện Cần Thơ với thủ phủ là Cần Thơ. Tổng An Trường từ đó thuộc hạt Cần Thơ.
Ngày 1 tháng 1 năm 1900, tất cả các hạt tham biện ở Đông Dương điều thống nhất gọi là "tỉnh", trong đó có tỉnh Cần Thơ. Tổng An Trường ban đầu trực thuộc tỉnh Cần Thơ.
Năm 1904, tổng An Trường gồm 11 làng: An Hòa, Định Hòa, Đông Lợi, Đông Thành, Đông Thành Trung, Mỹ Chánh, Mỹ Thuận, Phù Ly, Tân Lược, Tân Phong, Tân Qưới.
Năm 1913, thực dân Pháp thành lập quận Châu Thành thuộc tỉnh Cần Thơ. Từ đó, tổng An Trường trực thuộc quận Châu Thành.
Năm 1921, tổng An Trường được giao cho quận Trà Ôn lúc bấy giờ cùng thuộc tỉnh Cần Thơ quản lý, khi quận này vừa được chính quyền thực dân Pháp thành lập. Lúc bấy giờ, vùng đất tổng An Trường còn có tên gọi khác là "Cái Vồn", do lấy theo tên một ngôi chợ thuộc địa bàn làng Mỹ Thuận.
Ngày 24 tháng 12 năm 1932, quận Trà Ôn được đổi tên thành quận Cái Vồn trực thuộc tỉnh Cần Thơ, do quận lỵ được dời từ Trà Ôn về đến Cái Vồn (thuộc làng Mỹ Thuận). Quận Cái Vồn khi đó vẫn gồm 2 tổng cũ là An Trường và Bình Lễ.
Tuy nhiên, đến ngày 27 tháng 6 năm 1934, do quận lỵ lại lần nữa dời về Trà Ôn, quận Cái Vồn lại đổi tên thành quận Trà Ôn như cũ.
Sau này chính quyền thực dân Pháp tiến hành một nhất một số làng và lấy tên làng mới như: Phong Hòa (hợp nhất Tân Phong và Định Hòa), Thành Lợi (hợp nhất Đông Thành Trung và Đông Lợi), Mỹ Hòa (hợp nhất Mỹ Chánh và Đông Hòa).
Sau Cách mạng tháng Tám năm 1945, Ủy ban Kháng chiến Hành chánh Nam bộ chủ trương bỏ cấp tổng, bỏ đơn vị làng, thống nhất gọi là xã, đồng thời bỏ danh xưng quận, gọi thay thế bằng huyện. Chính quyền Việt Nam Cộng hòa đến năm 1956 cũng thống nhất dùng danh xưng là xã, tuy nhiên vẫn gọi là quận cho đến năm 1975. Vùng đất tổng An Trường cũ khi đó vẫn thuộc huyện Trà Ôn, tỉnh Cần Thơ. Năm 1949, huyện Trà Ôn được chính quyền Việt Minh bàn giao cho tỉnh Vĩnh Long quản lý. Từ năm 1951, huyện Trà Ôn thuộc tỉnh Vĩnh Trà, vốn là một tỉnh được phía chính quyền Việt Minh thành lập do hợp nhất hai tỉnh Vĩnh Long và Trà Vinh trước đó. Đến năm 1954, huyện Trà Ôn trở lại thuộc tỉnh Cần Thơ như cũ, đồng thời tỉnh Vĩnh Trà cũng bị giải thể, chia lại thành hai tỉnh Vĩnh Long và Trà Vinh như cũ.

### Giai đoạn 1956-1975

#### Việt Nam Cộng hòa
Sau hiệp định Giơnevơ năm 1954, ban đầu chính quyền Quốc gia Việt Nam và sau đó là Việt Nam Cộng hòa ban đầu vẫn đặt quận Trà Ôn nói chung và vùng đất tổng An Trường nói riêng thuộc tỉnh Cần Thơ như thời Pháp thuộc.
Sau năm 1956, các làng gọi là xã. Ngày 17 tháng 2 năm 1956, theo Sắc lệnh số 16-NV, chính quyền Việt Nam Cộng hòa quyết định thành lập tỉnh Tam Cần bao gồm phần đất được tách ra từ các tỉnh Vĩnh Long, Trà Vinh và Cần Thơ. Quận Trà Ôn khi đó thuộc về tỉnh Tam Cần. Tuy nhiên, đến cuối năm 1956, tỉnh Tam Cần lại bị giải thể.
Ngày 4 tháng 1 năm 1957, quận Bình Minh thuộc tỉnh Vĩnh Long được thành lập theo Nghị định số 10-BNV-NC-NĐ của chính quyền Việt Nam Cộng hòa, quận lỵ đặt tại xã Mỹ Thuận. Quận Bình Minh ban đầu gồm 2 tổng với 10 xã trực thuộc: 
- Tổng An Trường gồm 5 xã: Mỹ Thuận, Thành Lợi, Đông Thành, Phù Ly, Mỹ Hòa
- Tổng An Khương gồm 5 xã: Tân Quới, Tân Lược, Phong Hòa, Tân Hòa và Vĩnh Thới.

Ngày 8 tháng 10 năm 1957, chính quyền Việt Nam Cộng hòa nâng quận Bình Minh lên 3 tổng trực thuộc: 
- Tổng An Trường gồm 3 xã: Mỹ Thuận, Mỹ Hòa, Đông Thành
- Tổng An Ninh gồm 4 xã: Thành Lợi, Tân Quới, Tân Lược, Phong Hòa
- Tổng An Khương gồm 2 xã: Vĩnh Thới, Tân Hòa Bình.

Sau này, các xã Phong Hòa, Vĩnh Thới và Tân Hòa Bình lại được giao về cho quận Đức Thành thuộc tỉnh Sa Đéc. Năm 1969, quận Bình Minh thuộc tỉnh Vĩnh Long chỉ còn lại 2 tổng với 7 xã trực thuộc; quận lỵ vẫn đặt tại xã Mỹ Thuận. Năm 1970, quận Bình Minh gồm 7 xã trực thuộc: Đông Thành, Mỹ Hòa, Mỹ Thuận, Song Phú, Tân Lược, Tân Qưới, Thành Lợi.

#### Chính quyền Cách mạng
Năm 1957, chính quyền Mặt trận Dân tộc Giải phóng Miền Nam Việt Nam và sau này là Chính phủ Cách mạng lâm thời Cộng hòa Miền Nam Việt Nam cũng thành lập huyện Bình Minh thuộc tỉnh Vĩnh Long và phân chia, sắp xếp hành chính giống như phía chính quyền Việt Nam Cộng hòa.
Sau ngày 30 tháng 4 năm 1975, chính quyền quân quản Cộng hòa miền Nam Việt Nam ban đầu vẫn đặt huyện Bình Minh thuộc tỉnh Vĩnh Long cho đến đầu năm 1976. Lúc này, chính quyền Cách mạng cũng bỏ danh xưng "quận" có từ thời Pháp thuộc và lấy danh xưng "huyện" (quận và phường dành cho các đơn vị hành chánh tương đương khi đã đô thị hóa). Huyện lỵ là thị trấn Cái Vồn, được thành lập do tách đất từ xã Thành Lợi (ấp Thành Phước thuộc khu vực phà Hậu Giang) và một phần nhỏ xã Mỹ Thuận (ấp Mỹ Thới thuộc khu vực quận lỵ trước đây).

### Từ năm 1976 đến nay
Tháng 2 năm 1976, Bình Minh là một huyện thuộc tỉnh Cửu Long mới thành lập.
Ngày 11 tháng 3 năm 1977, huyện Bình Minh sáp nhập vào huyện Tam Bình theo Quyết định số 59-CP của Chính phủ.
Huyện được tái lập theo Quyết định số 98-HĐBT ngày 29 tháng 9 năm 1981 của Hội đồng Bộ trưởng, gồm 6 xã: Đông Thành, Mỹ Hòa, Mỹ Thuận, Tân Lược, Tân Quới, Thành Lợi và thị trấn Cái Vồn.
Ngày 27 tháng 3 năm 1985, Hội đồng Bộ trưởng ban hành Nghị định số 86-HĐBT. Theo đó, chia xã Mỹ Thuận thành 3 xã lấy tên là xã Mỹ Thuận, xã Nguyễn Văn Thảnh và xã Thuận An thuộc tỉnh Cửu Long
Năm 1991, tỉnh Vĩnh Long được tái lập, huyện Bình Minh trở lại thuộc tỉnh Vĩnh Long.
Ngày 9 tháng 8 năm 1994, Chính phủ ban hành Nghị định số 85-CP thành lập các xã Đông Bình, Đông Thạnh (tách ra từ xã Đông Thành), Thành Đông, Thành Trung (tách ra từ xã Thành Lợi), xã Tân Bình, Tân Thành (tách ra từ xã Tân Quới), và xã Tân An Thạnh, Tân Hưng (tách ra từ xã Tân Lược).
Cuối năm 2006, huyện Bình Minh có thị trấn Cái Vồn và 16 xã: Đông Bình, Đông Thành, Đông Thạnh, Mỹ Hòa, Mỹ Thuận, Nguyễn Văn Thảnh, Tân An, Tân Bình, Tân Hưng, Tân Lược, Tân Qưới, Tân Thành, Thành Đông, Thạnh Lợi, Thành Trung, Thuận An.
Ngày 31 tháng 7 năm 2007, Chính phủ ban hành Nghị định số 125/2007/NĐ-CP về việc thành lập huyện Bình Tân thuộc tỉnh Vĩnh Long. Theo đó, thành lập huyện Bình Tân trên cơ sở điều chỉnh 15.288,63 ha diện tích tự nhiên và 93.758 nhân khẩu của huyện Bình Minh, gồm toàn bộ diện tích tự nhiên và nhân khẩu của các xã: Mỹ Thuận, Nguyễn Văn Thảnh, Thành Lợi, Thành Đông, Thành Trung, Tân Quới, Tân Bình, Tân Thành, Tân Hưng, Tân Lược, Tân An Thạnh.
Ngày 17 tháng 9 năm 2010, Bộ Xây dựng ban hành Quyết định 844/QĐ-BXD về việc công nhận thị trấn Cái Vồn là đô thị loại IV.
Cuối năm 2011, huyện Bình Minh có 6 đơn vị hành chính trực thuộc, gồm thị trấn Cái Vồn và 5 xã: Đông Bình, Đông Thành, Đông Thạnh, Mỹ Hòa, Thuận An.
Ngày 28 tháng 12 năm 2012, Chính phủ ban hành Nghị quyết số 89/NQ-CP về việc thành lập thị xã Bình Minh và thành lập các phường thuộc thị xã Bình Minh, tỉnh Vĩnh Long. Theo đó:
- Thành lập thị xã Bình Minh thuộc tỉnh Vĩnh Long trên cơ sở toàn bộ 9.363,29 ha diện tích tự nhiên và 95.282 nhân khẩu của huyện Bình Minh.
- Thành lập phường Cái Vồn thuộc thị xã Bình Minh trên cơ sở điều chỉnh 175,53 ha diện tích tự nhiên, 14.523 nhân khẩu của thị trấn Cái Vồn và 43,62 ha diện tích tự nhiên, 3.852 nhân khẩu của xã Thuận An.
- Thành lập phường Thành Phước thuộc thị xã Bình Minh trên cơ sở 359,93 ha diện tích tự nhiên và 13.703 nhân khẩu còn lại của thị trấn Cái Vồn.
- Thành lập phường Đông Thuận thuộc thị xã Bình Minh trên cơ sở điều chỉnh 394,16 ha diện tích tự nhiên và 8.729 nhân khẩu của xã Đông Bình.

Sau khi thành lập, thị xã Bình Minh có 9.363,29 ha diện tích tự nhiên và 95.282 nhân khẩu với 8 đơn vị hành chính trực thuộc, gồm 3 phường: Cái Vồn, Thành Phước, Đông Thuận và 5 xã: Thuận An, Đông Thạnh, Đông Bình, Mỹ Hoà, Đông Thành.
Ngày 31 tháng 7 năm 2020, Bộ Xây dựng ban hành Quyết định 1008/QĐ-BXD về việc công nhận thị xã Bình Minh là đô thị loại III.

## Dân số
Thị xã Bình Minh có diện tích 93,63 km², dân số tính đến ngày 31/12/2022 là 95.639 người.

## Giao thông
Thị xã có 2 tuyến quốc lộ đi qua, bao gồm:
- Quốc lộ 1 dài gần 9 km được nâng cấp cải tạo từ 4 – 8 làn xe.
- Quốc lộ 54 với độ dài hơn 15 km.

Thị xã dự án Đường cao tốc Mỹ Thuận – Cần Thơ đi qua đang được xây dựng. Tại đây có nút giao Chà Và là nút giao kết nối giữ quốc lộ 1, cao tốc Mỹ Thuận – Cần Thơ và tuyến đường dẫn cầu Cần Thơ 2. Đây được xem là nút giao quan trọng bật nhất của tuyến cao tốc Bắc Nam phía Đông vùng đồng bằng sông Cửu Long trong tương lai.

## Hình ảnh

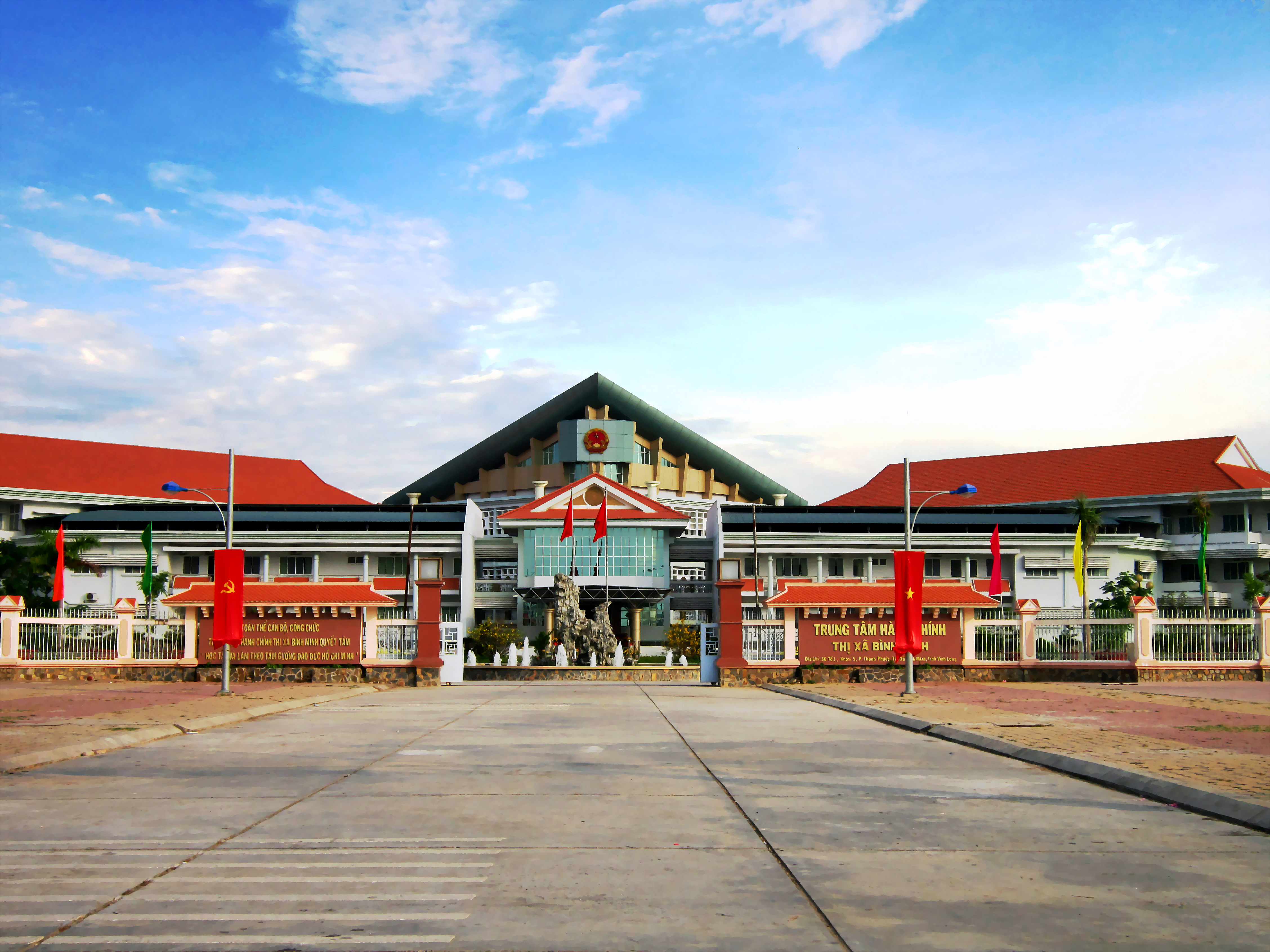
Trung tâm hành chính thị xã Bình Minh.
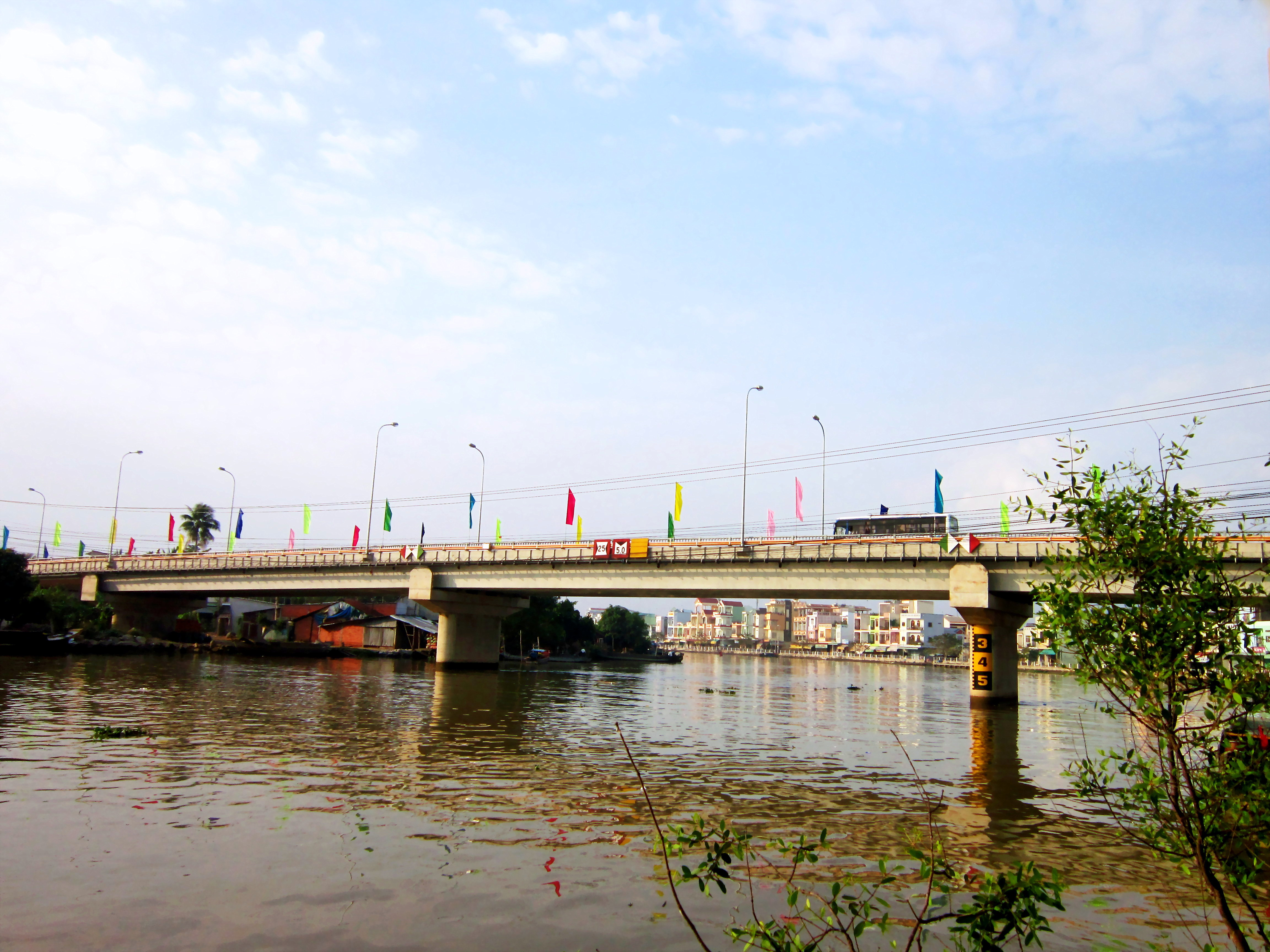
Cầu Cái Vồn Nhỏ nối phường Cái Vồn và phường Đông Thuận thuộc thị xã Bình Minh.